# Pacifizmus
A pacifizmus egy ideológiai mozgalom, amely elutasít mindenféle háborút és a fegyverkezésről és katonai kiképzésről való lemondásra szólít fel. A mozgalom a fegyveres megszállások elleni megfelelő eszközként a polgári engedetlenségre támaszkodik.
Meg kell különböztetni az erőszakmentesség iránti elkötelezettséget a szűkebb, háborúellenes állásponttól. A pacifizmus csak szigorú értelmezésében utasítja el az erőszak mindenféle formáját, és támogatja a teljes erőszakmentességet.
A kapcsolódó kifejezés az ahimsza (nem ártás), amely az indiai vallások, például a hinduizmus, a buddhizmus és a dzsainizmus egyik alapvető filozófiai elve.

A békejel, amely széles körben kapcsolódik a pacifizmushoz

## Etimológia
A „pacifizmus” szó a „pacifikus” szóból származik (a latin paci (a pax szóból) = „béke” + -ficus = „teremtés”); ami „béketeremtést” jelent.
A szót Émile Arnaud francia békeaktivista alkotta meg és más aktivistákkal együtt az 1901-ben Glasgowban tartott tizedik egyetemes békekongresszuson fogadták el.
A pacifizmus szó talán leghíresebb használata a hegyi beszédben található, ahol Jézus azt mondja, hogy „boldogok, akik békét teremtenek”. Ebben a részben a görög eirēnopoios (εἰρηνοποιός) szót latinra pacifici-ként fordítják.

## Tartalma
A pacifizmus a nézetek széles skáláját öleli fel, beleértve azt a meggyőződést, hogy a nemzetközi vitákat békésen is meg lehet és meg kell oldani, a katonai és háborús intézmények eltörlésére való felhívást, a társadalom kormányzati erőszakkal való szervezésének ellenzését (anarchista vagy libertárius pacifizmus), a politikai, gazdasági vagy társadalmi célok elérése érdekében alkalmazott fizikai erőszak elutasítását, az erő eltörlését, és az erőszak ellenzését minden körülmények között, még az ön- és mások védelmében is. Teichman meggyőződését Brian Orend így foglalta össze: „…A pacifista elutasítja a háborút, és úgy véli, hogy nincsenek olyan erkölcsi okok, amelyek igazolhatják a háborúhoz való folyamodást. A háború a pacifista számára mindig rossz. Bizonyos értelemben ez a filozófia azon az elképzelésen alapul, hogy a cél nem szentesíti az eszközt.”
Erkölcsileg nézve a gyilkolás témája bonyolult és összetett, azonban  általánosságban kijelenthető, hogy a pacifisták nem tűrik meg a gyilkolást. Hitük az emberi élet szentségét hangsúlyozza. Az abszolút pacifisták tagadják, hogy bármivel indokolható lenne más meggyilkolása.

## Története
A pacifizmus, mint ideológia inkább vallási, mintsem kifejezetten politikai gondolkodókkal kezdődött. Indiában a dzsainizmus (Kr. e. 6. század) és a buddhizmus (Kr. e. 3. század) elutasította azokat az érzelmeket és szenvedélyeket, amelyek elvezetik az embert az igazságtól vagy a megvilágosodástól. Az összes emberi cselekedet közül az erőszakot tartották a legveszélyesebbnek.
Buddha azt követelte követőitől, hogy a teremtménytársaikkal szemben minden erőszakos cselekménytől teljesen tartózkodjanak. Indiában a buddhista befolyásoltságú Asóka király a Kr. e. 3. században határozottan lemondott minden hódító háborúról. Úgy tűnik azonban, hogy a következő korokban a buddhizmus nem volt túl sikeres abban, hogy visszatartsa az ázsiai országok uralkodóit a háborúzástól. Ennek az az oka, hogy a buddhista életszabályt kevesen követték teljes egészében.
Az ókori Izrael Krisztus előtti prófétái, majd az 1. században Jézus szintén a pacifizmust hirdették.

### Kereszténység
Sokan mondják, hogy a názáreti Jézus pacifista volt, főleg a hegyi beszédének tanításából merítve. A prédikációban Jézus kijelentette, hogy „nem szabad ellenállni a gonosztevőnek”.
Boldogok, akik békét teremtenek, mert ők Isten fiainak neveztetnek. Azt mondom nektek: szeressétek ellenségeiteket (tegyetek jót haragosaitokkal) és imádkozzatok üldözőitekért (és rágalmazóitokért). Így lesztek a mennyei Atyátoknak a fiai.. Ha azokat szeretitek csak, akik titeket szeretnek, mi lesz a jutalmatok? Nem így tesznek a gonoszok is? .. Legyetek tökéletesek tehát, mint a ti mennyei Atyátok is tökéletes. 
Pál apostol a  rómaiakhoz írt levelében írta:
 Rosszért rosszal senkinek se fizessetek. Törekedjetek a jóra (nemcsak Isten, hanem) az emberek előtt is. Bosszút ne álljatok, szeretteim, hanem hagyjátok azt az ítélet napjára, mert írva van: „Enyém a bosszú, én majd megfizetek” – mondja az Úr. 

Az őskeresztények életének lényege még Krisztus követése, szeretetre épülő tanításainak gyakorlása volt úgy, hogy azok a lehető leginkább hasonlítsanak Jézus Krisztus cselekedeteire.
Később még számos egyházatya hirdette az erőszakmentességet és a korai egyház kétségtelenül pacifista volt, és azt tanította, hogy a keresztények nem lehetnek katonák.
Miután Konstantin római császár i.sz. 312-ben megtért, és elkezdett hódítani „Krisztus nevében”, a kereszténység összegabalyodott az állammal, a háborúskodást és az erőszakot egyre inkább elfogadták a befolyásos keresztények.
Hippói "Szent" Ágoston például a donatisták állami üldözését szorgalmazta. A De civitate Dei (Isten városa) című művében különbséget tett a világi és a világ feletti béke között. Ő dolgozta ki az „igazságos háború” elméletét is.
A kora újkorban keletkezett békeegyházak (peace churches) olyan keresztény felekezetek, amelyek kifejezetten a pacifizmust hirdetik. A „történelmi békeegyházak” kifejezés konkrétan a következő anabaptista egyházi közösségekre utal: a Testvérek Egyháza ("Schwarzenau új baptisták"), a mennoniták, az amishok, a hutteriták, az Apostoli Keresztény Egyház, valamint a kvékerek. A történelmi békeegyházak mindig azt az álláspontot képviselték, hogy Jézus maga is pacifista volt, aki kifejezetten tanította és gyakorolta azt, és követőinek is ezt kell tenniük. A pacifista egyházak eltérőek a tekintetben, hogy a fizikai erő megengedhető-e önvédelemben vagy más védelmében, mivel sokan szigorúan ragaszkodnak az az erőszak elkerüléséhez. Abban azonban mindenki egyetért, hogy a keresztények számára tilos az állam által elindított erőszakban, háborúkban részt venni.
Az ún. szentségmozgalom számos egyháza háborúellenességéről ismert; ők "szentségi pacifisták" ("holiness pacifists") néven ismertek.
Az orosz spirituális keresztények több közössége is vallotta a pacifizmust, a duhoborok, a molokánok.

### Keleti világvallások
Az erőszakmentesség vagy ahimsza a hinduizmus központi elve, és az egyik alapvető jama. Előírásai megkövetelik, hogy a háborút kerülni kell, az erőszak alkalmazásának az utolsó lehetőségnek kell lennie.
Az abszolút erőszakmentesség és a minden életforma iránti együttérzés központi eleme a dzsainizmusnak. Az emberi életet egyedülálló lehetőségként értékelik a megvilágosodás elérésére.
Az ahimsza (ne árts) a buddhizmus elsődleges erénye is. Az elkötelezett buddhizmus tanításai és fogadalmai között szerepel:
Ne tarts haragot vagy gyűlöletet. Tanulj meg uralkodni rajtuk és tanuld meg átalakítani azokat, még amikor a tudatodban csak a csíraként vannak jelen... Ne ejts ki olyan szavakat, amelyek viszályt szíthatnak. Tégy erőfeszítést annak érdekében, hogy minden konfliktus megbékéléshez és megoldáshoz vezessen, bármilyen apró dologról is legyen szó. 

### Mások
A 16. és a 18. század között számos gondolkodó dolgozott ki egy olyan nemzetközi tervet, amely elősegíti a békét, és csökkenti vagy akár megszünteti a háborúk előfordulását. Köztük volt Maximilien de Béthune francia politikus, Émeric Crucé filozófus, Charles-Irénée Castel abbé, valamint William Penn és John Bellers angol kvékerek.

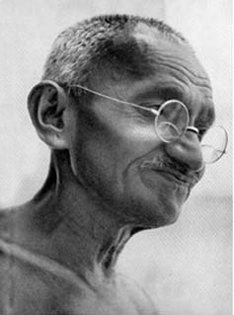
Mahátma Gandhi, a modern pacifizmus képviselője

A modern kori első békemozgalmak 1815–16-ban jelentek meg. Az Egyesült Államokban az első ilyen mozgalmak a New York-i Béke Társaság és a  Massachusettsi Béke Társaság voltak. Aktív szervezetté váltak, rendszeres heti találkozókat tartottak, és olyan irodalmat készítettek, amely egészen Európáig terjedt, leírták a háború borzalmait, továbbá keresztény alapokon hirdették a pacifizmust.
A békemozgalom befolyása a 19. század közepén kezdett növekedni.
A pacifista ideológia jelentős gondolkodója Lev Tolsztoj orosz író volt. Egyik művében, az Isten országa benned van, részletesen bemutatta a pacifizmus történetét, és védte az elvet. Tolsztoj munkássága inspirálta a róla elnevezett mozgalmat, amely a pacifizmust hirdette.
Tolsztoj könyve nagy befolyást gyakorolt Mahatma Gandhira is, aki az erőszakmentesség újabb kiemelkedő szószólója lett. Mozgalma, amelyet  "Szatjágraha"-nak nevezett, fontos szerepet játszott az indiai függetlenségi mozgalomban.
Gandhi élete inspirációként szolgált Martin Luther Kingnek, Thích Nhất Hạnh-nak  és a polgárjogi mozgalom sok más személyének is.

## Híres pacifisták
- Mahátma Gandhi
- Albert Einstein
- Helen Keller (1880–1968)

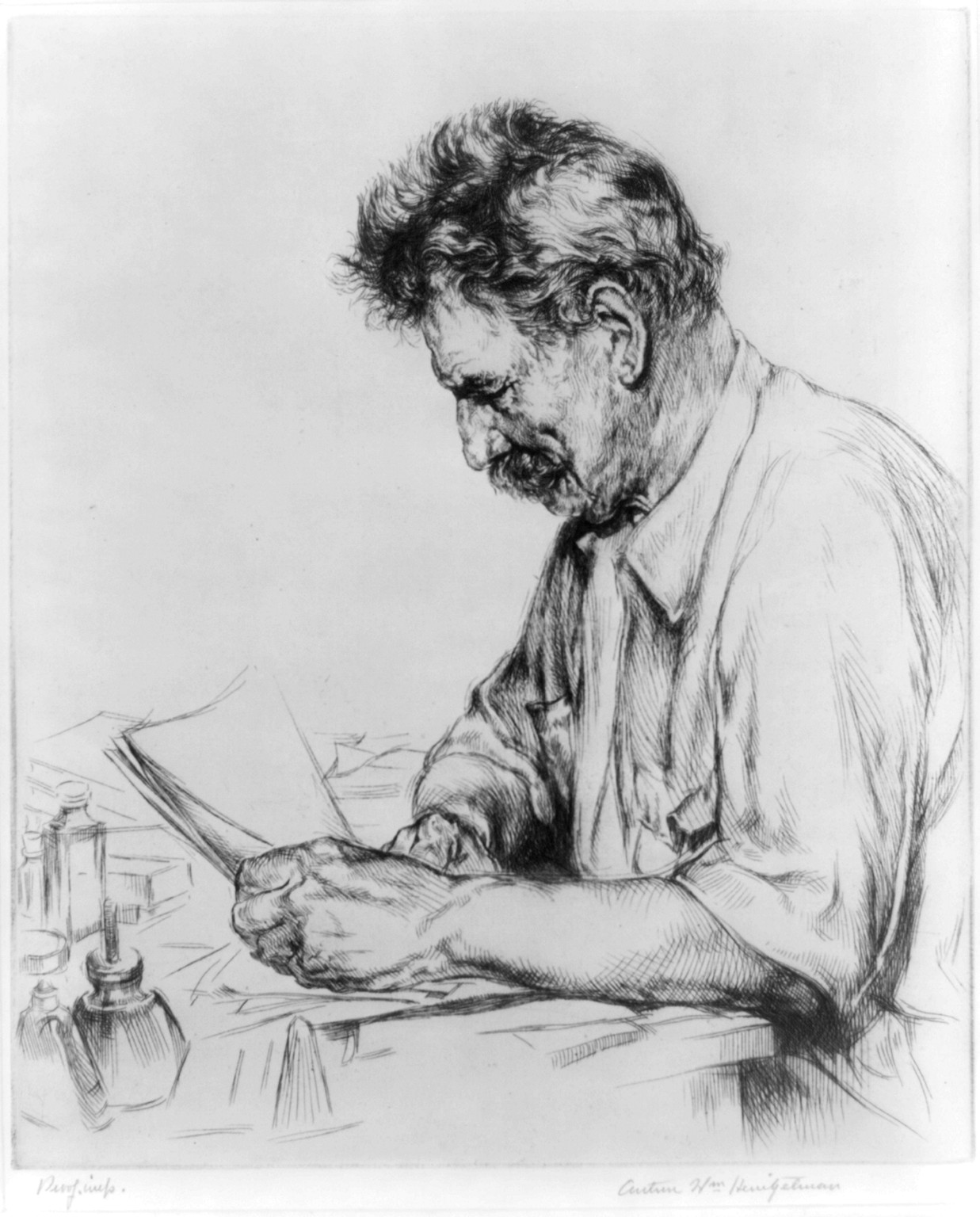
Albert Schweitzer

- Martin Luther King, polgárjogi aktivista (1929–1968)
- Alfred Nobel
- Carl von Ossietzky, újságíró
- Pablo Picasso
- Bertrand Russell
- Albert Schweitzer
- Bertha von Suttner
- Teréz anya
- Lev Tolsztoj
- Richard Wagner
- Ludoviko Lazaro Zamenhof
- Eugénie Niboyet, francia író, újságíró, feminista (1796–1883)
- Csontváry Kosztka Tivadar, festőművész

## Kötelező katonai szolgálat lelkiismereti okból történő megtagadása az Európai Unióban
Az Amszterdami Szerződéshez csatolt 11. jegyzőkönyvön kívül a nizzai csúcstalálkozón 2000. december 7-én elfogadott Alapjogi Charta 10. cikkének (2) bekezdése is foglalkozik a pacifizmussal:
A gondolat-, a lelkiismeret- és a vallásszabadság:

(1) Mindenkinek joga van a gondolat-, a lelkiismeret- és a vallásszabadsághoz. Ez a jog magában foglalja a vallás vagy a meggyőződés megváltoztatásának szabadságát, valamint a vallásnak vagy meggyőződésnek mind egyénileg, mind együttesen, mind a nyilvánosság előtt, mind a magánéletben, istentisztelet, oktatás és szertartások végzése útján való kifejezésre juttatását.
(2) A katonai szolgálat lelkiismereti okból történő megtagadásához való jogot az e jog gyakorlását szabályozó nemzeti törvények szerint el kell ismerni.